# That Sinking Feeling
Pour plus de détails, voir Fiche technique et Distribution.
That Sinking Feeling est un film britannique réalisé par Bill Forsyth, sorti en 1979.

## Synopsis
Ronnie, Wal, Andy et Vic sont quatre adolescents de Glasgow qui s'ennuient et sont au chômage. Un jour, Ronnie a l'idée de voler des éviers en acier inoxydable dans un entrepôt et de les revendre.

## Fiche technique
- Titre : That Sinking Feeling
- Réalisation : Bill Forsyth
- Scénario : Bill Forsyth
- Musique : Colin Tully
- Photographie : Michael Coulter
- Montage : John Gow
- Production : Bill Forsyth
- Société de production : Glasgow Youth Theatre, Lake Films et Minor Miracle Film Cooperative
- Pays de production :  Royaume-Uni
- Genre : Comédie
- Durée : 93 minutes
- Dates de sortie : 
  - Royaume-Uni : 29 août 1979 (Festival international du film d'Édimbourg
  - Royaume-Uni : octobre 1980

## Distribution
- Robert Buchanan : Ronnie
- Billy Greenlees : Wal
- John Gordon Sinclair : Andy
- John Hughes : Vic
- Tom Mannion : le docteur
- Eddie Burt : Eddie le chauffeur
- Richard Demarco : lui-même
- Alex Mackenzie : le clochard
- Margaret Adams : une fille du gang
- Kim Masterton : une fille du gang
- Danny Benson : le policier
- Drew Burns : Pete
- Gerry Clark : le gardien
- Anne Graham : l'infirmière à l'ordinateur
- Eric Joseph : le petit homme
- Alan Love : Alec
- Derek Millar : Bobby
- James Ramsey : Alan
- Janette Rankin : Mary
- Margaret McTear : l'infirmière de service
- Douglas Sannachan : Simmy
- David Scott : le vendeur de hi-fi
- Tony Whitemore : le garçon en Daimler

## Distinctions
Bill Forsyth a reçu le prix du meilleur espoir de la réalisation aux London Film Critics Circle Awards conjointement pour ce film et son film suivant, Une fille pour Gregory.